# Пухальський Олександр
Олекса́ндр Пуха́льський (1900—1943) — український співак (бас).
Соліст митрополичого хору у Варшаві.
Від 1940 року — в Українському національному хорі під керівництвом В. Вожика.